# 科斯秋科夫卡村委员会
科斯秋科夫卡村委员会（俄语：Костюковский сельсовет）是俄罗斯联邦阿穆尔州斯沃博德内区所属的一个村委员会。其下辖有4个居民点，行政中心为科斯秋科夫卡。据2016年统计，该村委员会的人口为871人。